# Lazové
Lazové (lazsky Lazi, ლაზი; gruzínsky ლაზი, lazi; nebo ჭანი, ch'ani, turecky Laz) jsou etnická skupina obývající černomořské pobřeží na severovýchodě Turecka a jihozápadě Gruzie. 
Odhady jejich dnešního počtu se značně liší, od 45 000 až po 1 600 000 příslušníků. Lazové hovoří lazštinou, kartvelským jazykem blízkým megrelštině. Lazština je dle UNESCO klasifikovaná jako ohrožený jazyk se 130 až 150 tisíci mluvčími v roce 2001.
Lazové jsou většinově muslimského vyznání.